# Marija Petković
Marija Petković, in religione Maria di Gesù Crocefisso (Blatta, 10 dicembre 1892 – Roma, 9 luglio 1966), è stata una religiosa croata, fondatrice della congregazione delle Figlie della misericordia francescane. Nel 2003 papa Giovanni Paolo II la proclamò beata.

## Biografia

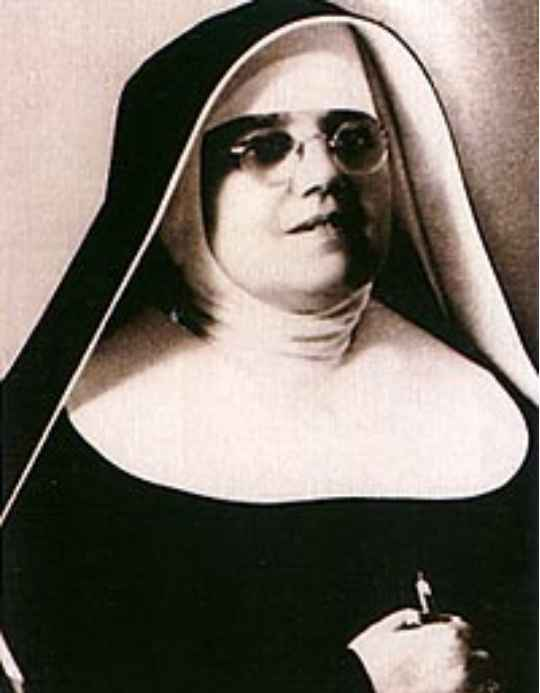
Foto di Marija Petković intorno al 1930.

Nacque il 10 dicembre 1892 nella parrocchia di Tutti i Santi a Blato, sull'isola di Curzola da Antonio e Maria Petković. Fu la sesta di otto figli. Lei ed i suoi fratelli ricevettero dai genitori un'educazione cristiana.
Quando, dopo lo scoppio della prima guerra mondiale, le Ancelle della Carità di Brescia dovettero abbandonare l'isola di Curzola, il vescovo di Ragusa, mons. Josip Marčelić, incaricò Marija Petković, sua penitente, di istituire una nuova congregazione per assumere la direzione della scuola femminile già gestita dalle religiose italiane. Così il giorno dell'Annunciazione del 1919, spronata dall'ardore di servire i poveri e aiutare le persone in difficoltà e guidata dal vescovo di Ragusa, dette vita alla comunità religiosa che desiderava promuovere «l'educazione e l'istruzione della gioventù femminile del luogo». Ispiratasi alla Regola del Terzo Ordine di san Francesco, la comunità religiosa fu approvata canonicamente a livello diocesano dallo stesso mons. Marčelić nel 1928. Il 6 dicembre 1956 la comunità ricevette il riconoscimento pontificio e l'approvazione delle costituzioni.
Madre Petković non si stancava mai di esortare le sorelle affinché aiutassero sempre con gioia i poveri ed i bisognosi. Era solita immergersi nella preghiera ed era ligia al dovere nel far rispettare le disposizioni che provenivano dal vescovo o dal pontefice. Sotto la sua guida la congregazione si diffuse rapidamente anche all'estero: la fondatrice aprì personalmente numerose filiali in America del Sud e in Italia. Proprio in Italia, precisamente a Roma, si spense il 9 luglio 1966, all'età di 73 anni.
Le Figlie della Misericordia, la Congregazione di cui è fondatrice, oggi conta 429 suore, che operano in 12 paesi dell'Europa e dell'America. Le suore si occupano dell'educazione dei bambini e della gioventù, dell'assistenza alle persone anziane e malate, dell'apostolato parrocchiale, ed anche della promozione della dignità della persona e dello sviluppo delle missioni e del dialogo ecumenico.

## Il culto
L'inchiesta diocesana sulle virtù eroiche si svolse a Roma tra il 1989 e il 1997 e la sua validità fu sancita dalla Congregazione delle cause dei santi con decreto dell'8 maggio 1998.
Il 5 luglio 2002 papa Giovanni Paolo II autorizzò la promulgazione del decreto sull'eroicità delle virtù della serva di Dio, riconoscendole il titolo di venerabile.
Il 20 dicembre 2002 lo stesso pontefice riconobbe l'autenticità di un miracolo avvenuto il 26 agosto 1988 e attribuito all'intercessione della Petković.
Maria di Gesù Crocefisso è stata proclamata beata da Giovanni Paolo II il 6 giugno 2003, durante una celebrazione solenne tenutasi nel piazzale del porto di Ragusa, nel corso del viaggio apostolico del pontefice in Croazia.
La sua memoria liturgica ricorre il 9 luglio, giorno della sua morte.
Va distinta dall'omonima Maria di Gesù Crocifisso (1846-1878), al secolo Mariam Baouardy, beatificata da papa Giovanni Paolo II nel 1983 e canonizzata da papa Francesco nel 2015.